# Skye Sweetnam
Skye Alexandra Sweetnam (Bolton, Ontário, 5 de maio de 1988), também conhecida como Sever, é uma cantora,  compositora e atriz canadense, líder da banda Sumo Cyco.
Tornou-se conhecida após os lançamentos de seu primeiro single "Billy S.", em 2003, e de seu primeiro álbum, "Noise from the Basement", em 2004, incluindo os singles "Tangled Up In Me" e "Number One". Em 2006, foi indicada ao Juno Awards como "Artista Revelação do Ano" e, em 30 de outubro de 2007, lançou seu segundo álbum, "Sound Soldier".
Sweetnam também é conhecida por interpretar as músicas tema de Radio Free Roscoe, Wayside e por seu trabalho em conjunto com a Disney, onde interpretou o tema de The Buzz on Maggie e contribuiu com outros álbuns.

## Biografia
Skye, cujo nome deriva de uma ilha escocesa, nasceu em 5 de maio de 1988, segunda filha de Deirdre e Greg Sweetnam. Nasceu e cresceu na pequena cidade de Bolton, junto de seus irmãos Aurora e Cameron. Ali, estudou canto e dança desde muito jovem.
Aos cinco anos de idade começou a cantar, se apresentando para familiares e amigos e, aos 9 anos, começou a compor suas próprias músicas. Com a ajuda da família, de de uma escola de música de Bolton, e do produtor e instrumentista James Robertson, conseguiu gravar uma fita demo com três músicas. Uma combinação de sorte e potencial fez com que a demo atraísse a atenção de executivos de gravadoras canadenses.
Sweetnam frequentou o Programa de Artes Regionais na Escola Secundária Mayfield, em Caledon, Ontário, onde obteve especialização em teatro.

## Carreira

### Noise from the Basement (2003-2005)
Sweetnam e Robertson desenvolveram em parceria o que acabaria se tornando "Noise from the Basement", álbum de estreia da cantora na Capitol Records.
Após a boa repercussão de sua fita demo, Skye trabalhou junto com Robertson em novas músicas, que acabaram se tornando parte do primeiro álbum da artista, "Noise From The Basement", título que se refere aos primeiros ensaios, realizados no sótão da cantora, e que pareciam apenas ruídos, até serem aperfeiçoados. Em 2003, o single "Billy S." foi lançado pela Capitol Records, e posteriormente usado na trilha sonora do filme "How to Deal", com Mandy Moore. A música fala sobre um garoto que quer evitar a escola, e o título "Billy S." é uma referência a William Shakespeare.
O sucesso do álbum nos Estados Unidos e Canadá aumentou, à medida que dois novos singles foram lançados em 2004, "Tangled Up In Me", canção usada na campanha de 2004 da marca Breil, e "Number One".
Em 2004, Sweetnam saiu em turnê pela Europa e América do Norte, fazendo a abertura dos shows da turnê The Onyx Hotel Tour,  de Britney Spears. No início de 2005, o álbum foi relançado com um DVD.

### Várias Trilhas (2005-2007)

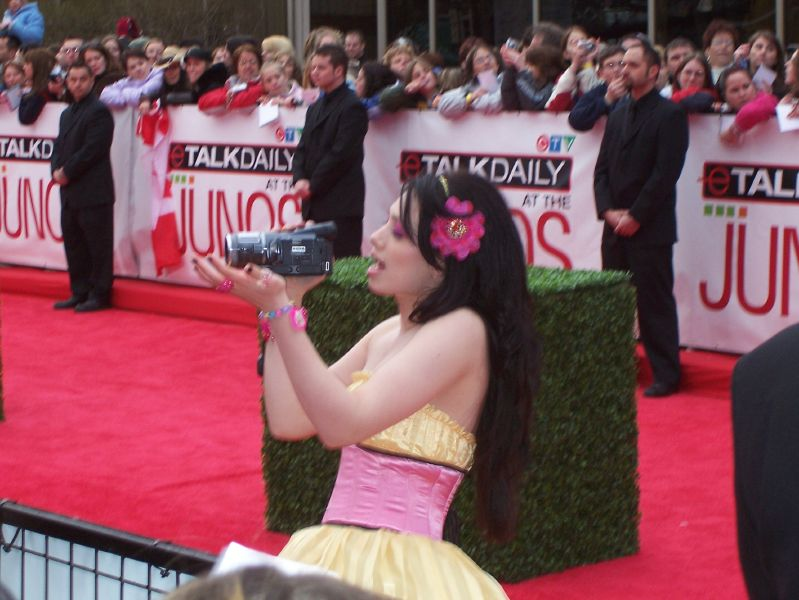
Skye Sweetnam no Juno Awards, em Halifax, em 2006

Skyeganhou maior destaque junto ao público jovem escrevendo e interpretando temas de séries de televisão para crianças e adolescentes, tais como The Buzz On Maggie, Wayside e Radio Free Roscoe, estrelando neste último como convidada especial em um dos episódios. A artista também participou de cinco álbuns da Disney: Radio Disney Jingle Jams, Radio Disney Jams Vol. 8, DisneyMania 3, DisneyRemixMania e DisneyMania 4.
Skye emprestou sua voz às canções cantadas pela boneca Barbie no filme "The Barbie Diaries" (no Brasil, "O Diário da Barbie"), de 2006. Naquele mesmo ano, gravou a canção "Boyhunter" cantada na língua fictícia simlish, em outubro de 2006, para o lançamento do jogo The Sims 2: Pets. O single "Sugar Guitar" foi utilizado no comercial da Zellers de volta às aulas em 2007, sendo também faixa integrante de "Love For Nana - Only 1", álbum de tributo ao mangá japonês Nana. Sweetnam e Tim Armstrong liberaram o single "Into Action" em março de 2007.[carece de fontes?]

### Sound Soldier (2007)
Em 30 de agosto de 2007, Sweetnam performou a festa de lançamento do CD, sua primeira apresentação desde a sua performance ao vivo no Sea World em agosto 2005, e sua primeira performance ao vivo com a sua nova banda. Ela performou seu novíssimo material, incluindo "Boyhunter", sua versão de "Into Action", "Make-out Song", "Ghosts", e "Music Is My Boyfriend". Todas as canções são incluídas em seu segundo álbum, Sound Soldier, que ela descreve como "Nine Inch Nails misturado com Britney Spears". O álbum, originalmente, era para ter sido lançado na primavera, mas a Capitol Records empurrou o álbum de volta, parcialmente devido a re-estruturação a partir de sua fusão com a Virgin Records. A empresa-mãe EMI disponibilizou o álbum em 30 de outubro de 2007 somente no Canadá, com o single líder "Human". Sweetnam fez a abertura do vencedor do Canadian Idol, Kalan Porter, em sua turnê de 2007. Ela então começou a fazer parte da turnê School Rocks Canada Tour e, em seguida, fez uma turnê com Faber Drive entre outubro e novembro de 2007.
O álbum foi lançado no Japão em 14 de fevereiro de 2008, como afirmou em sua página do MySpace, no álbum também tinha o bônus track "Girl Like Me".
Em um recente vídeo que ela postou em sua página no Youtube, "Skye Plays Dress Up 2.- Princess Purple", ela mostrou partes de duas novas canções ainda não lançadas, intituladas de "Heartbreak" e "Boomerang".
O vídeo da música "Human" foi nomeada para o MuchMusic Video Awards 2008 de Melhor Cinematografia, mas perdeu para o vídeo "She's So Sorry" da banda Hedley.

### Sumo Cyco (2009 - presente)
Sweetnam fundou a banda canadense de punk metal Sumo Cyco, em 2009, assumindo o papel de vocalista em 2011. Em 2012, o grupo lançou seis singles: "Mercy", "Limp", "Interceptor", "Danger", "Loose Cannon" além de "Who Do You Want to Be?", este último um cover de Oingo Boingo.
No dia 10 de junho de 2014, lançaram o álbum de estreia da banda, Lost in Cyco City, seguido por Opus Mar, de 2017.
Em janeiro de 2020, firmaram contrato com a Napalm Records, através da qual lançaram seu terceiro álbum, Initiation, em 2021.

## Filmografia
| Ano  | Título             | Role          | Notas                     |
| ---- | ------------------ | ------------- | ------------------------- |
| 2004 | Radio Free Roscoe  | Sydney DeLuca | 1 Episódio: "The Bad Boy" |
| 2006 | The Barbie Diaries | Barbie        | "voz cantada"             |

## Discografia

### Álbuns
| Ano  | Álbum | Posições nas paradas musicais | Posições nas paradas musicais | Posições nas paradas musicais |
| Ano  | Álbum | EUA                           | JAP                           |                               |
| ---- | --- | ----------------------------- | ----------------------------- | ----------------------------- |
| 2004 | Noise from the Basement - Primeiro álbum de Estudio - Lançamento: 21 de Setembro de 2004 (Canada/EUA) 10 de Novembro de 2004 (Japão) | 124                           | 15                            |                               |
| 2007 | Sound Soldier - Segundo álbum de Estúdio - Lançamento: 30 de Outubro de 2007 (Canada) 14 de Fevereiro de 2008 (Japão)                | —                             | 161                           |                               |

Álbum com Sumo cyco
- Lost in Cyco City (2014)

### Singles
| Ano  | Título                                                          | Álbum                   | CAN | CAN Digital | EUA | EUA vendas | EUA M/S |
| ---- | --------------------------------------------------------------- | ----------------------- | --- | ----------- | --- | ---------- | ------- |
| 2003 | "Billy S."                                                      | Noise from the Basement | —   | 15          | —   | —          | —       |
| 2004 | "Tangled Up in Me"                                              | Noise from the Basement | —   | —           | —   | 39         | 37      |
| 2005 | "Number One"                                                    | Noise from the Basement | —   | —           | —   | —          | —       |
| 2007 | "Human"                                                         | Sound Soldier           | —   | —           | —   | —          | —       |
| 2008 | "(Let's Get Movin') Into Action"(participação de Tim Armstrong) | Sound Soldier           | —   | —           | —   | —          | —       |